# Cristian Brítez
Cristian David Britez Sanchez (Asunción, 25 de septiembre de 1984) es un exfutbolista paraguayo que jugaba como guardameta.

## Clubes
| Club                          | País     | Año         |
| ----------------------------- | -------- | ----------- |
| Sol de América                | Paraguay | 2007        |
| Deportes Antofagasta          | Chile    | 2008        |
| Deportes Puerto Montt         | Chile    | 2009        |
| Universidad de Concepción     | Chile    | 2010 - 2012 |
| Tacuary F.C.                  | Paraguay | 2013        |
| Independiente de Campo Grande | Paraguay | 2014        |
| 12 de Octubre                 | Paraguay | 2015        |
| Club Deportivo Santaní        | Paraguay | 2016        |
| Martín Ledesma de Capiatá     | Paraguay | 2017        |